# Pavillon La Bouëxière
Le pavillon La Bouëxière est une ancienne folie située à Paris, dans l'actuel 9e arrondissement (quartier Saint-Georges). Construit au XVIIIe siècle, le pavillon est détruit en 1840 et son domaine est loti dans les années qui suivent.

## Situation
Le vaste parc de ce domaine était situé entre les actuelles rues de Clichy, Blanche, Moncey et le boulevard de Clichy,. Son parc jouxtait au nord la Folie-Richelieu.
Le pavillon lui-même était situé à l'emplacement de la rue de Vintimille, au niveau des nos 9-11 (entre la rue Ballu et la rue de Douai).

## Historique

### La constitution du domaine et la construction du pavillon
Le fermier général Alexandre Le Riche de La Pouplinière achète le 2 juillet 1732 auprès de Françoise-Claude Le Poitevin, épouse séparée de François Bachelier, bourgeois de Paris, « une maison cour et jardin contenant alors trois arpents et demi environ ». Il agrandit la propriété par des achats en 1733 et 1746. Quand il vend son bien, le 30 décembre 1747, au profit de Charles-François Gaillard de la Bouëxière, « écuyer, l'un des fermiers généraux de Sa Majesté, demeurant à Paris place Louis-le-Grand », le terrain couvre 18 arpents (environ sept hectares). Le domaine est alors situé dans la campagne au nord de Paris, entre les rues au Coq (actuelle rue de Clichy) et de la Croix-Blanche (actuelle rue Blanche).
Le fermier général, qui dispose d'un hôtel particulier, à l'actuel 28, place Vendôme, a acheté cette propriété pour disposer d'un petit hôtel aux portes de Paris destiné, suivant les propos de Jacques-François Blondel, « au délassement et pour la retraite des personnes aisées et des hommes du monde ». Dès 1749, les rapports des inspecteurs de police notent qu'il y reçoit la demoiselle Marlet, danseuse à l'Opéra-Comique.
À partir de 1750, il fait apporter des modifications à sa propriété. Son architecte, Jean-Michel Chevotet, dessine les jardins. Chevotet a déjà dessiné les jardins du parc du château de Gagny pour Jean Gaillard de la Bouëxière, le père de Charles-François. À partir de 1751 va commencer la construction du pavillon La Bouëxière suivant les plans de l'architecte Antoine Matthieu Le Carpentier. L'entrepreneur est Pierre-Denis Menecier, qui a demandé le 30 juin, à « monsieur le Prévost de l'abbaye Royale de Montmartre », l'autorisation de construire un bâtiment d'un seul étage. Les travaux sont surveillés par le jeune architecte Joseph-Abel Couture.
Fin juin 1753, Frederik Sparre écrit à Carl Gustaf Tessin : « J'ai encore été […] deux fois avec Mme de Boisjourdain pour voir la maison et les jardins de M. de La Boissière, fermier général, vis-à-vis de Montmartre. Tout Paris pour ainsi dire y va voir ces jardins par curiosité, comme effectivement aussi, c'est la plus belle chose du monde. Ils sont en petit ce que les Tuileries sont en grand et la maison qui n'est pas encore achevée est bâtie en forme de temple d'Apollon. »
Gaillard de la Bouëxière continue les acquisitions de terrains et la surface maximum du domaine atteint 33 arpents, soit plus de dix hectares. En 1762, La Bouëxière est exclu du nouveau bail de la Ferme générale. Pour réduire ses frais, il quitte son hôtel de la place Vendôme pour s'établir dans son petit château. Il entreprend des aménagements pour en faire sa résidence permanente à partir de 1766 sous la surveillance de Guillaume-Martin Couture, le frère de Joseph-Abel, et probablement en suivant les conseils de l'architecte initial qui dirige à cette époque la construction du palais Bourbon et du château de la Ferté-Vidame.

### La réduction du domaine, transformé en parc d'attractions
À la mort de Charles-François Gaillard de la Bouëxière, le 14 novembre 1773, sa propriété revient à son frère et aux enfants de ses deux sœurs. Jean-Hyacinthe-Emmanuel Hocquart, seigneur de Montfermeil et président au Parlement de Paris, s'en porte acquéreur pour 181 300 livres. Dès le 15 avril 1775, il revend la propriété pour 186 700 livres à Guillaume-Elie Lefoullon, architecte-juré expert, entrepreneur de bâtiments à Paris, et à son épouse, Marie-Constance Cucu de Rouville. Quatre ans plus tard, Lefoullon commence à vendre des parcelles de la propriété pour construire des hôtels particuliers le long de la rue de Clichy. En 1780, il ne reste que les 2/5e du domaine acheté. Le domaine est loué en 1785 par Lefoullon au fermier général Pierre de Bouilhac. En 1791, Lefoullon se plaint de l'état dans lequel se trouve le jardin et réclame une indemnité. Le mur des Fermiers généraux, construit dans les années 1780, contourne le domaine qui se retrouve placé entre la barrière Blanche et la barrière de Clichy.
Le 8 germinal an III (28 avril 1795), le domaine est acheté par James Monroe, « ambassadeur des États-Unis de l'Amérique près la République française » pour une somme de 350 000 livres. Il s'y installe avec son épouse, Eliza Kortright, sa fille, sept domestiques, un cocher et un jardinier. La famille Monroe y tient salon avec des officiels français et étrangers.
Ils conservent la maison trois ans et la vendent le 24 prairial an VI (12 mai 1798) pour 75 000 francs à Jean-Pierre Delmas. De fait, il n'en achète réellement que la moitié, l'autre est acquise par Henriette Knightley, épouse de Jacques Mathis. Jean-Pierre Delams revend sa part aux époux Mathis le 4 ventôse an VII (23 février 1799).
Le 1er avril 1806, les époux Mathis vendent la propriété au comte Jean-Henry-Louis Greffulhe. En 1826, Les héritiers Greffulhe louent la propriété à un entrepreneur de spectacles appelé Étienne-Gaspard Robert, connu sous le pseudonyme d'Étienne-Gaspard Robertson, qui y installe un parc d'attractions appelé « Troisième Tivoli » car succédant à ceux de la Folie-Boutin et la Folie-Richelieu. Le jardin à la française d'origine est remplacé par un jardin à l'anglaise.

### La destruction du pavillon et le lotissement du domaine
Le pavillon La Bouëxière est démoli en 1840.
En 1841, une ordonnance autorise les familles Greffulhe et Ségur à lotir le domaine, qui n'a plus alors qu'une superficie de 6 ha et 56 ares. Sont tracées à son emplacement : la rue de Boulogne (actuelle rue Ballu), la rue de Bruxelles (dont le percement avait été autorisée dès 1826), la rue de Calais, la rue de Vintimille et la rue de Douai, ces quatre dernières s'ordonnant autour de la place de Vintimille (actuelle place Adolphe-Max).

## Architecture et jardins
Le pavillon est construit dans un style néo-classique,.
Le bâtiment est divisé en deux niveaux :
- un étable noble auquel on accède par d'importants emmarchements au nord et au sud[11],[12] ;
- un étage de service sous cet étage noble, dont une partie en souterrain sous le péristyle et l'emmarchement nord[11],[13] ; on accède à ce niveau par les portes percées au rez-de-chaussée sur les façades est et ouest[10].

L'étage noble est richement décoré.
L'édifice est cité comme modèle par Jacques-François Blondel, dans son Cours d'architecture et par Jean-François de Bastide dans son roman La Petite Maison.